# Elysia zuleicae
Elysia zuleicae is een slakkensoort uit de familie van de Plakobranchidae. De wetenschappelijke naam van de soort is voor het eerst geldig gepubliceerd in 2002 door Ortea & Espinosa.